# مت جیراد
مت جیراد (انگلیسی: Matt Giraud؛ زادهٔ ۱۱ مهٔ ۱۹۸۵) یک موسیقی‌دان اهل ایالات متحده آمریکا است. وی از سال ۲۰۰۳ میلادی تاکنون مشغول فعالیت بوده‌است.